# アニメ・セレブレーション
- ユニバーサル・パークス&リゾーツ > ユニバーサル・スタジオ・ジャパン > ユニバーサル・スタジオ・ジャパンのアトラクション > アニメ・セレブレーション
- ウッディー・ウッドペッカー > アニメ・セレブレーション

アニメ・セレブレーション（英: Animation Celebration）は、ユニバーサル・スタジオ・ジャパンのハリウッド・エリアに設置されていた、ウッディー・ウッドペッカーを主役としたショー・アトラクションである。

## 概要
2001年3月31日のユニバーサル・スタジオ・ジャパン開園と同時にオープンしたアトラクションである。
2016年6月1日より長期休止に入り、2018年4月1日に再開される予定であると発表されていた。しかし、2017年12月21日に『おさるのジョージ』をテーマにしたアトラクションのオープンが発表されると同時に、本アトラクションに関する情報がパークの公式サイトから削除され、予告なしにクローズとなった。
海外のユニバーサル・パークにもウッディー・ウッドペッカーをテーマにしたアトラクションはいくつか存在するが、映像として登場するアトラクションは本作のみであった。

## ストーリー

### プレショー
アニメーションスタジオを舞台に展開される。松井シナリオライターをはじめとするアニメーション製作スタッフがモニターを通じてゲストを出迎え、『ウッディー・ウッドペッカー』の制作に使用されたアニメーション・プロセスについて解説する。

### メインショー
デジタルスタジオを舞台に展開される。アニメ監督の吉川哲也がゲストを迎え、完成したばかりのアニメーションを再生しようとするが、予期せぬ事態が発生する。ウッディーがアニメの中から飛び出してきてしまうのだ。吉川はウッディーを捕まえようと奮闘し、スタジオ内でドタバタ劇が繰り広げられる。

## 登場人物
ウッディー・ウッドペッカー
 声 - 市場梓
ユニバーサル・ピクチャーズのアニメーション作品に登場するキツツキを模したキャラクター。アニメの中から飛び出し、次々と騒動を巻き起こす。
吉川哲也
声 - 関俊彦
アニメーション監督。アニメーションスタジオの紹介をする予定だったが、ウッディー・ウッドペッカーが引き起こす騒ぎに巻き込まれてしまう。
豪徳寺
演 - 丸岡奨詞
プレショー映像およびメインショーのテレビ画面に登場するアニメーションスタジオの部長。アニメ完成を急かすため、テレビ電話を通じて吉川に何度も連絡をする。
松井
演 - 神田瀧夢
プレショー映像に登場するシナリオライター。アニメーションが完成するまでの工程をゲストに紹介する役割を担う。
京子
プレショー映像に登場するアニメーター。アニメーション部に所属しており、部の仕事内容をゲストに解説する。
あやか
プレショー映像に登場するアニメーター。カラーリング部のチーフを務めており、カラーリング部の仕事内容をゲストに説明する。

## 製作
ユニバーサル・スタジオは、ユニバーサル・スタジオ・ジャパンのグランドオープンに向けて、パークのメインキャラクターであるウッディー・ウッドペッカーが登場するショーを製作することを計画した。俳優とアニメーションが融合する映画は古くから存在しており、それを現実世界で再現することを目指した。
ショーの製作はBRC Imagination Artsが担当。俳優の動きやステージ上の仕掛けには一瞬のズレも許されず、正確なタイミングが求められる設計となっている。また、BRCが特許を持つホロビジョン技術も採用され、ショーにさらなる臨場感を加えている。

## 栄誉
本アトラクションは、テーマエンターテインメント協会（The Themed Entertainment Association: TEA）が制定するティア・アワードのアトラクション部門において、アウトスタンディング・アチーブメント賞を受賞した。